# Amtsgericht Darmstadt

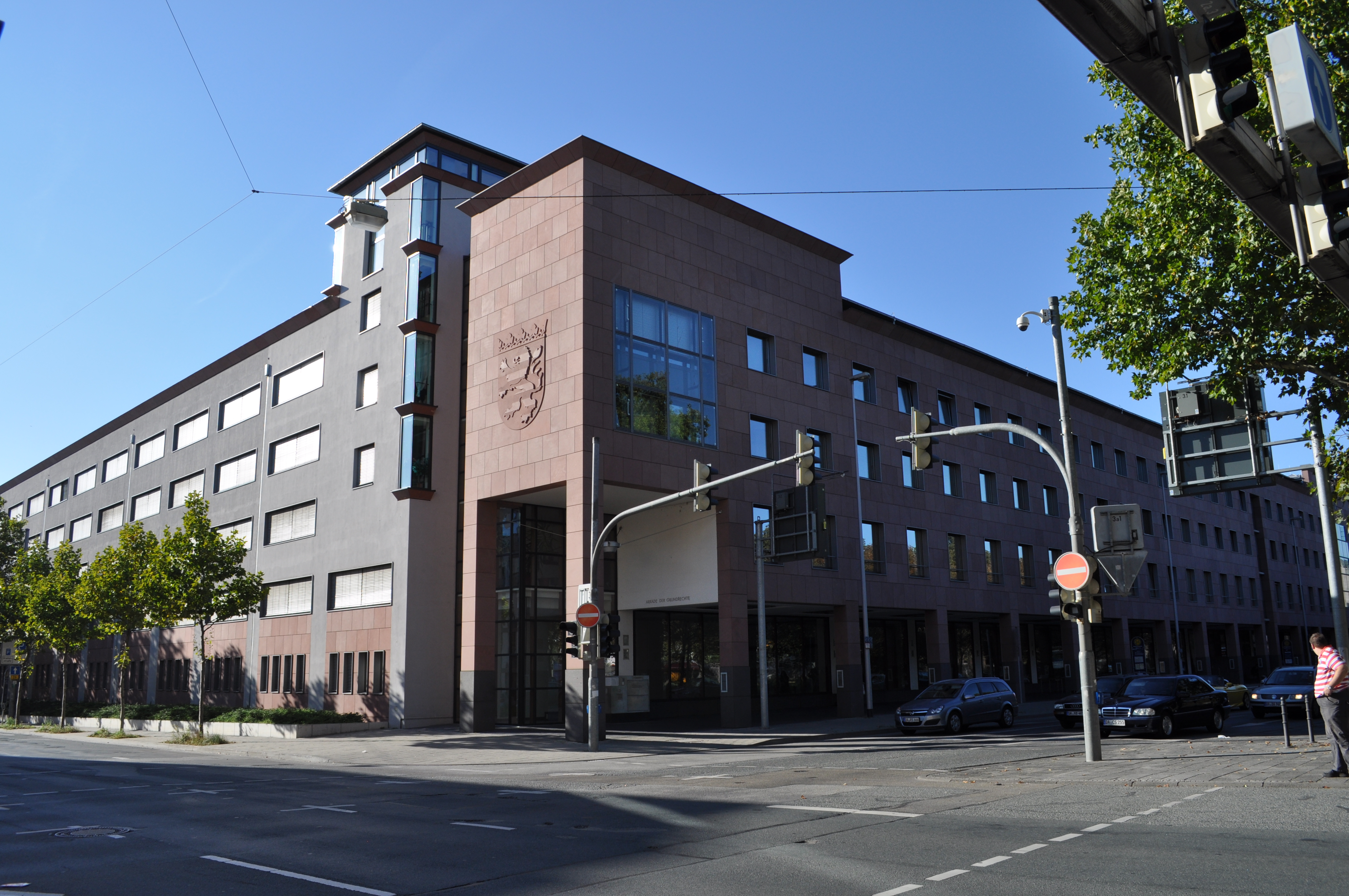
Neues Dienstgebäude Amtsgericht und Landgericht (2011)

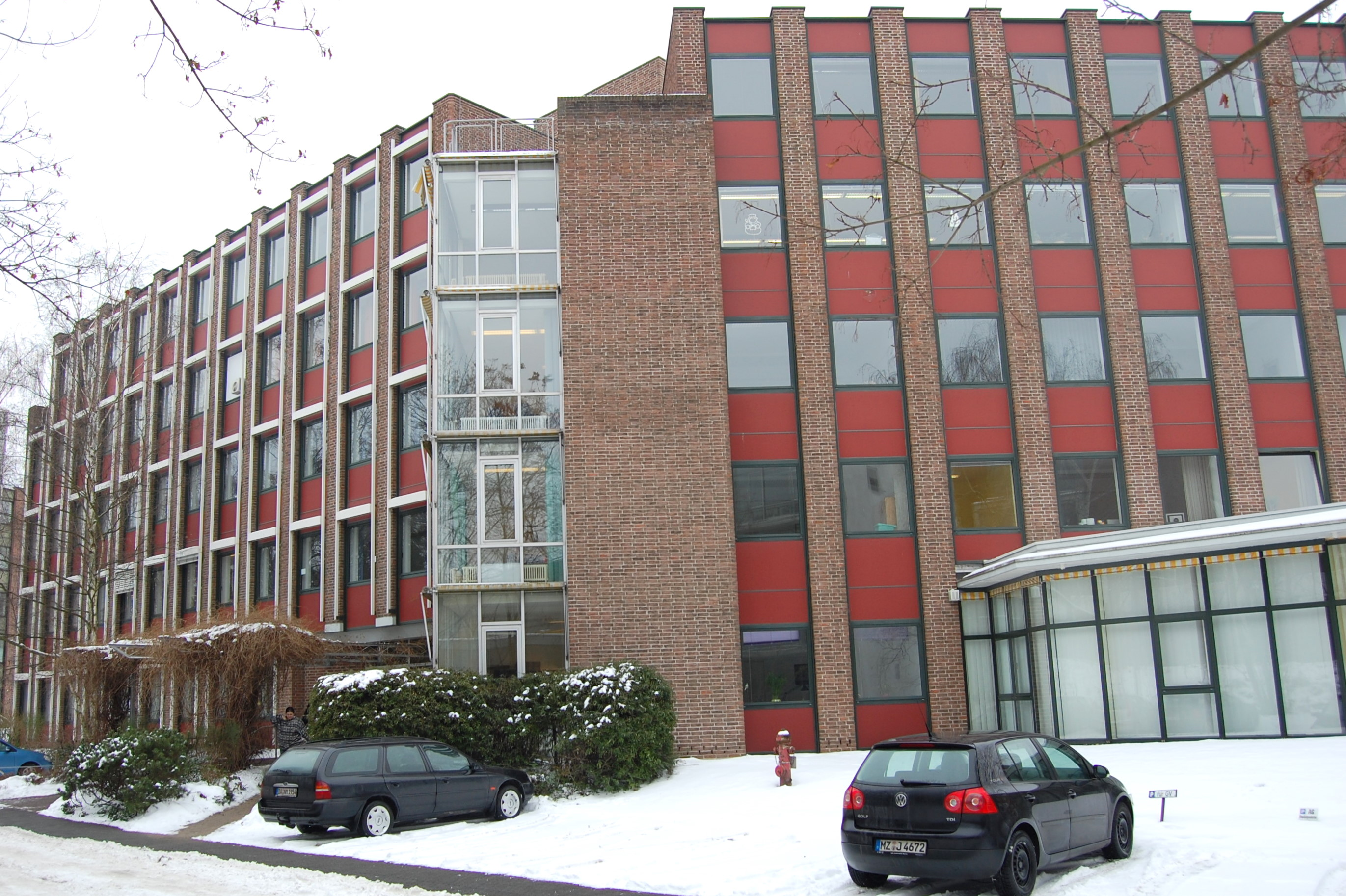
Ehemaliges Dienstgebäude in der Julius-Reiber-Straße 15

Das Amtsgericht Darmstadt (AG Darmstadt) ist ein hessisches Amtsgericht mit Sitz in Darmstadt.

## Gerichtsbezirk und -sitz

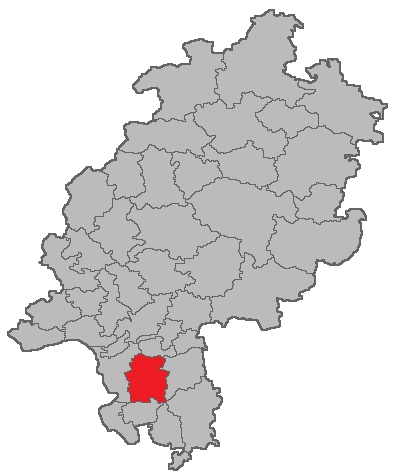
Lage des Amtsgerichtsbezirks Darmstadt in Hessen

Der Gerichtsbezirk umfasst die Städte Darmstadt, Griesheim, Ober-Ramstadt, Pfungstadt und Weiterstadt sowie die Gemeinden Alsbach-Hähnlein, Bickenbach, Erzhausen, Messel, Modautal, Mühltal, Roßdorf und Seeheim-Jugenheim.
Das Amtsgericht selbst ist in zwei Gebäuden untergebracht. Dies ist zum einen das Justizgebäude B aus dem Jahre 1905 am Mathildenplatz 12, 64283 Darmstadt, wo sich die Verwaltung des Amtsgerichts, die Zivilprozessabteilung, das Nachlass- und Registergericht, das Grundbuchamt und die Gerichtskasse befindet, zum anderen das Justizgebäude D am Mathildenplatz 15, 64283 Darmstadt, in welchem sich die Strafprozessabteilung, das Familien- und Vormundschaftsgericht, das Insolvenz- und Vollstreckungsgericht sowie die Ausbildungsstelle für Justizfachangestellte befindet.

## Zuständigkeit
Das AG Darmstadt ist über den eigenen Bezirk hinaus zuständig
- in Strafsachen als Jugendschöffen- und Schöffengericht für den Bezirk des Amtsgerichts Langen,
- in Personenstandsverfahren für alle Amtsgerichtsbezirke des Landgerichtsbezirks Darmstadt,
- in Handels-, Genossenschafts- und Vereinsregistersachen sowie in Insolvenzsachen für die Amtsgerichtsbezirke Bensheim, Dieburg, Fürth, Groß-Gerau, Lampertheim, Michelstadt und Rüsselsheim.

Nicht zuständig ist das Amtsgericht in Mahnsachen, hier liegt die hessenweite Zuständigkeit beim Amtsgericht Hünfeld, und in Partnerschaftsregistersachen, wofür in ganz Hessen das Amtsgericht Frankfurt am Main da ist.

## Geschichte
In der Landgrafschaft Hessen-Darmstadt wurde mit Ausführungsverordnung vom 9. Dezember 1803 das Gerichtswesen neu organisiert. Für das Fürstentum Starkenburg wurde das Hofgericht Darmstadt als Gericht der zweiten Instanz eingerichtet. Die Rechtsprechung der ersten Instanz wurde durch die Ämter bzw. Standesherren vorgenommen. Das Hofgericht war für normale bürgerliche Streitsachen Gericht der zweiten Instanz, für standesherrliche Familienrechtssachen und Kriminalfälle der ersten Instanz. Übergeordnet war das Oberappellationsgericht Darmstadt. 

### Landgericht bzw. Stadtgericht
Mit der Gründung des Großherzogtum Hessen 1806 wurde diese Funktion beibehalten, während die Aufgaben der ersten Instanz 1821 im Rahmen der Trennung von Rechtsprechung und Verwaltung auf die neu geschaffenen Landgerichte (für Darmstadt: Stadtgericht Darmstadt) übergingen. Das Stadtgericht Darmstadt war daher von 1821 bis 1879 die Bezeichnung für das erstinstanzliche Gericht, das für die Stadt Darmstadt zuständig war. In den standesherrlichen Gebieten der Provinz Starkenburg bestanden weiterhin die Justizkanzlei in Michelstadt für Gerichtsfälle zweiter Instanz, die dem Hofgericht nachgeordnet war.

### Amtsgericht
Das Deutsche Gerichtsverfassungsgesetz von 1879 führte zu einer einheitlichen Gerichtsorganisation im ganzen Reich. Das „Hofgericht Darmstadt“ wurde nun als „Landgericht Darmstadt“ zur übergeordneten Zweiten Instanz in der Provinz, während die Gerichte erster Instanz in Amtsgericht umbenannt wurden.
Das Amtsgericht Darmstadt entstand am 1. Januar 1932 durch die Zusammenlegung des Amtsgerichts Darmstadt I, dessen Bezirk die Stadt Darmstadt umfasste, mit dem Amtsgericht Darmstadt II, dessen Bezirk aus den Gemeinden Arheilgen, Braunshardt, Eberstadt, Eich, Erzhausen, Eschollbrücken, Frankenhausen, Gräfenhausen, Griesheim, Hahn, Malchen, Messel, Neutsch, Nieder-Beerbach, Nieder-Ramstadt, Ober-Ramstadt, Pfungstadt, Roßdorf, Schneppenhausen, Traisa, Waschenbach, Weiterstadt und Wixhausen bestand.
Zum 1. Juli 1968 wurde der Sprengel des Amtsgerichts Darmstadt um die vom Amtsgericht Bensheim abgetrennten Orte Alsbach, Balkhausen, Bickenbach, Hähnlein, Jugenheim, Ober-Beerbach und Seeheim sowie um die Ortschaften Allertshofen, Asbach, Brandau, Ernsthofen, Herchenrode, Hoxhohl, Klein-Bieberau, Lützelbach, Neunkirchen, Nieder-Modau, Ober-Modau, Rohrbach und Wembach-Hahn aus dem Bezirk des aufgelösten Amtsgerichts Reinheim erweitert.

## Gebäude
Für das Amtsgericht wurde in den Jahren 1903 bis 1905 ein eigenes Amtsgerichtsgebäude, das Alte Amtsgericht, errichtet.
Da die Größe des Gebäudes nicht mehr ausreichte, wurden benachbart am Mathildenplatz zusätzlich die Gebäude B und C errichtet.
Das Dienstgebäude in der Julius-Reiber-Straße 15 wurde aufgegeben.
Des Weiteren ist das Amtsgericht im Gebäude D Mathildenplatz 15 untergebracht.

## Übergeordnete Gerichte
Übergeordnet ist das Landgericht Darmstadt.

## Richter
- August Strecker, Stadtrichter (1830–1849)
- Franz Friedrich Königer, Stadtrichter 1874–1879
- Christoph Arnold, Stadtrichter (1875–1877)